# Six Flags (1961–2024)
Die Six Flags Entertainment Corporation, oft nur Six Flags genannt, war eine Freizeitpark-Kette mit Sitz in North Carolina, die über ihre Tochtergesellschaften insgesamt 42 Freizeitparks in Kanada, Mexiko und den USA besitzt. Das Spektrum von Six Flags umfasst Themenparks, Wasserparks und Tierparks. In New Jersey betreibt Six Flags die höchste Achterbahn der Welt (siehe Kingda Ka). Der Freizeitpark Six Flags Magic Mountain weist  die meisten vorhandenen Achterbahnen in einem Freizeitpark weltweit auf. Cedar Point, seit 2023 von Six Flags betrieben, wird häufig als „Thrill Capital of the World“ beschrieben.
2023 gab Six Flags bekannt mit der Freizeitpark Kette Cedar Fair zu fusionieren, dadurch bekam Cedar Fair die Management Rechte auf Six Flags. Im Jahr fusionierte das Unternehmen mit Cedar Fair.

## Geschichte

### Ursprung

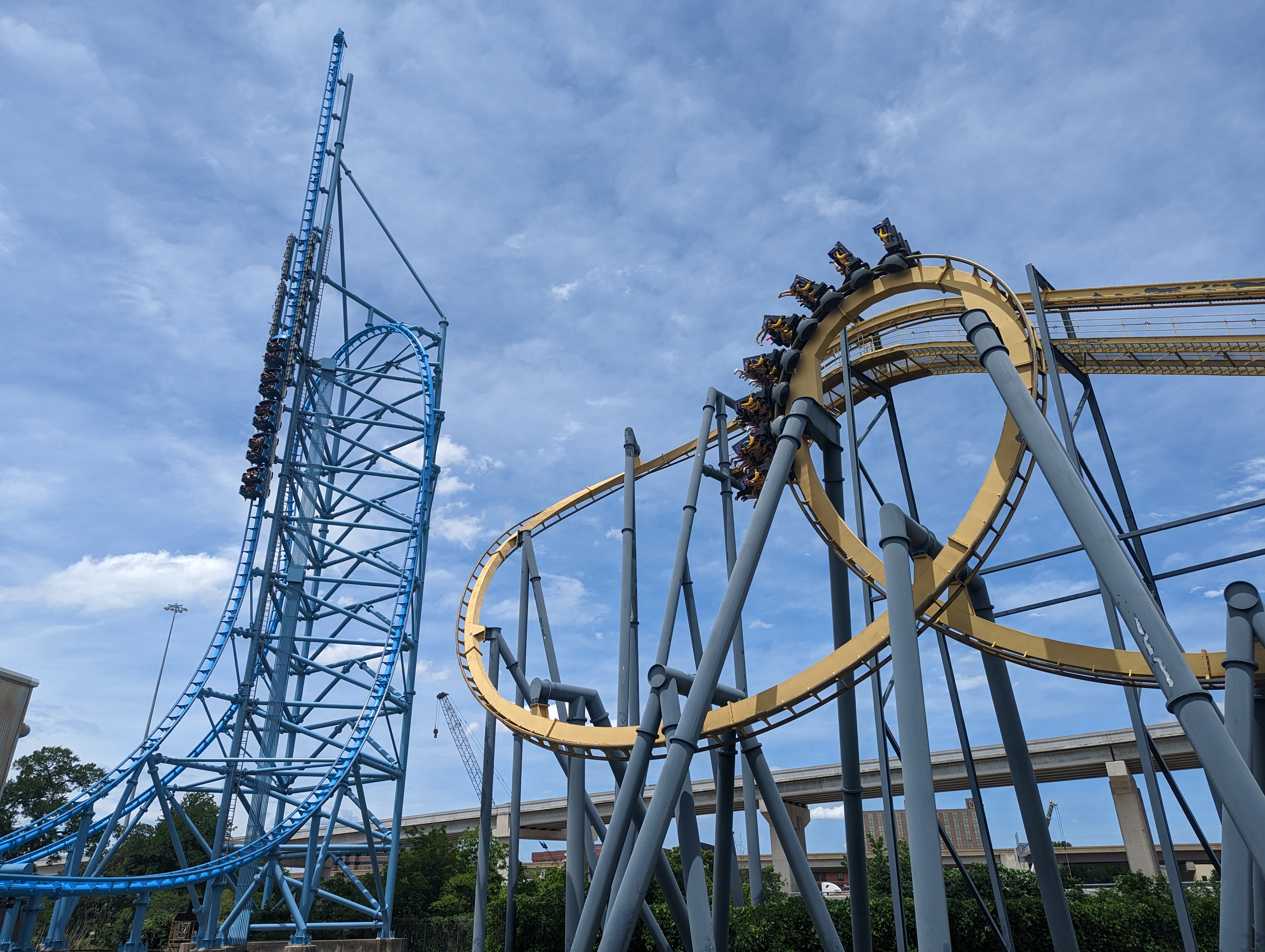
Six Flags Over Texas – Der Ursprungspark von Six Flags

Im Jahr 1957 gründeten der Immobilienunternehmer Angus G. Wynne Jr. und andere Investoren die Great Southwest Corporation, die 1960 mit dem Bau ihres ersten Themenparks in Arlington, Texas, zwischen Dallas und Fort Worth begann. Sie nannten ihn Six Flags Over Texas, eine Anspielung auf die sechs Nationen, die Texas im Laufe seiner Geschichte regiert haben: Spanien, Frankreich, Mexiko, die Republik Texas, die Vereinigten Staaten von Amerika und die Konföderierten Staaten von Amerika. Die feierliche Eröffnung fand am 1. August 1961 statt, nach einer Investition von etwa 3 Millionen Dollar, und der Park startete mit einer kurzen 45-tägigen Saison. Wynne ließ sich bei der Konzeption des Parks von einem Besuch in Disneyland inspirieren, das 1955 in Anaheim, Kalifornien, eröffnet wurde und ihn durch seine Popularität und innovative Gestaltung beeindruckte. Anders als Disney, das durch Fernsehwerbung und Synergien mit Filmen nationale Bekanntheit erlangte, setzte Wynne auf ein regionales Publikum aus dem Großraum Dallas-Fort Worth und Texas insgesamt, was den Park sofort erfolgreich machte.
Wynne teilte den Park in verschiedene Themenbereiche auf, die jeweils einer der sechs Nationen entsprachen, darunter ein konföderierter Bereich, der romantische Szenen des „alten Südens“ darstellte, einschließlich einer Bahnstation und Nachstellungen, die die Ära der Konföderierten Staaten glorifizierten. Diese Darstellungen waren jedoch problematisch, da sie die Geschichte der Sklaverei und die damit verbundenen rassistischen Strukturen weitgehend ausblendeten. Tatsächlich verstärkte Wynnes Nutzung dieser Themen die rassistische Exklusivität des Parks: Afroamerikaner waren bei Six Flags nicht willkommen, obwohl es keine offizielle Segregationspolitik gab, wie sie etwa in Playland in Houston existierte. Die Anwesenheit von „bewaffneten“ konföderierten Nachstellern unterstrich diese Realität und schuf eine Atmosphäre, die Afroamerikaner abschreckte. Ähnlich wie Disneyland war Six Flags nur mit dem Auto erreichbar, und Wynne bewarb den Park als saubere und sichere Alternative zu älteren Vergnügungsparks in städtischen Gebieten, die oft als unsicher galten. Diese Marketingstrategie richtete sich primär an weiße Familien aus den aufstrebenden Vororten, was die faktische Exklusion von Minderheiten verstärkte. In seiner Betonung der konföderierten Vergangenheit griff Six Flags auf eine südliche Geschichte zurück, die von der Rassentrennung geprägt war, während der Park durch seine Lage und modernen Annehmlichkeiten an der Spitze der neuen Vorstadtentwicklung stand. Über die Jahre hinweg wurden alle Ursprungsattraktionen außer der Parkeisenbahn ersetzt.

### Wachstum und Übernahmen

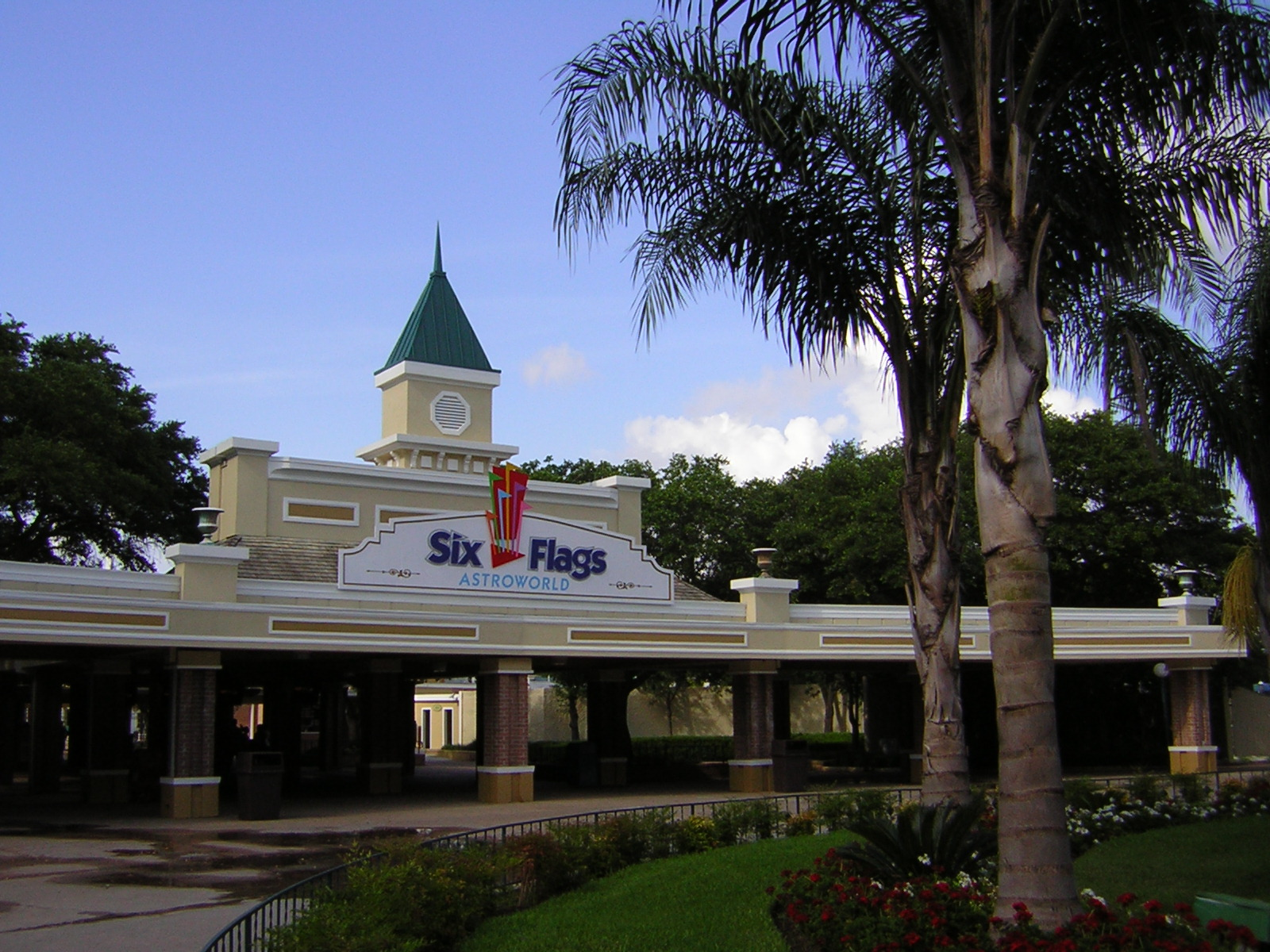
Das nicht mehr bestehende Six Flags Astroworld wurde im Jahr 1975 übernommen.

Im Jahr 1964 kündigte Angus Wynnes Onkel Toddie Lee Wynne an, dass er seinen Anteil an der Great Southwest Corporation verkaufen würde, ein Verkauf, der auf etwa 6 Millionen Dollar geschätzt wurde. Die Pennsylvania Railroad kaufte 500.000 Aktien des Unternehmens, eine Mehrheitsbeteiligung, als Teil ihrer Bemühungen, ihre Einnahmequellen zu diversifizieren.
Die Eisenbahngesellschaft fusionierte 1968 mit der New York Central Railroad zur Penn Central und ging zwei Jahre später bankrott; dennoch finanzierte sie die geografische Expansion und Erweiterungen ihrer Six Flags-Parks. Das Unternehmen eröffnete 1967 Six Flags Over Georgia und 1971 Six Flags Over Mid-America. Dies waren die letzten beiden Parks, die von Six Flags selbst gebaut wurden, das weiterhin durch den Erwerb unabhängiger Parks wuchs. Six Flags kaufte 1975 AstroWorld in Houston, Texas; 1977 Great Adventure in Jackson, New Jersey; und 1979 Magic Mountain in Valencia, Kalifornien.
Im Jahr 1982 verkaufte Penn Central – die ihre Eisenbahnaktiva an Conrail abgegeben hatte und nun hauptsächlich aus ihren diversifizierten Tochterfirmen bestand – das Unternehmen für 140 Millionen Dollar (heute: 483 Millionen Dollar) an Bally Manufacturing. Zu diesem Zeitpunkt hatte Six Flags sechs Themenparks, zwei Wachsmuseen und einige Arcade-Spielcenter.
1984 kaufte Six Flags den Themenpark Great America in Gurnee, Illinois, von der Hotelkette Marriott. Dieser Deal umfasste auch die Rechte zur Nutzung der animierten Looney-Tunes-Figuren von Warner Bros. in den Six Flags-Parks, welche heute noch genutzt werden.
1987 gab Bally die Kontrolle über die Kette im Rahmen eines Leveraged Buyouts an die Wesray Capital Corporation ab. Time Warner begann schnell, mehr Unternehmensanteile zu erwerben, erlangte 1990 einen Anteil von 19,5 % an Six Flags und 1991 dann 50 %, wobei die restlichen Anteile des Unternehmens zwischen der Blackstone Group und Wertheim Schroder & Company aufgeteilt wurden. Time Warner kaufte 1993 den verbleibenden Anteil an Six Flags und änderte den Unternehmensnamen von Six Flags Corp. zu Six Flags Theme Parks, Inc. Um ihre Schulden zu reduzieren, verkaufte Time Warner 1995 51 % von Six Flags für 200 Millionen Dollar an eine von Boston Ventures geführte Investorengruppe und verlagerte dabei 800 Millionen Dollar Schulden auf Six Flags.
1996 begann Six Flags, den Fiesta Texas Themenpark in San Antonio, Texas, zu verwalten, mit einer zehnjährigen Kaufoption.

### Premier Parks

#### Tierco

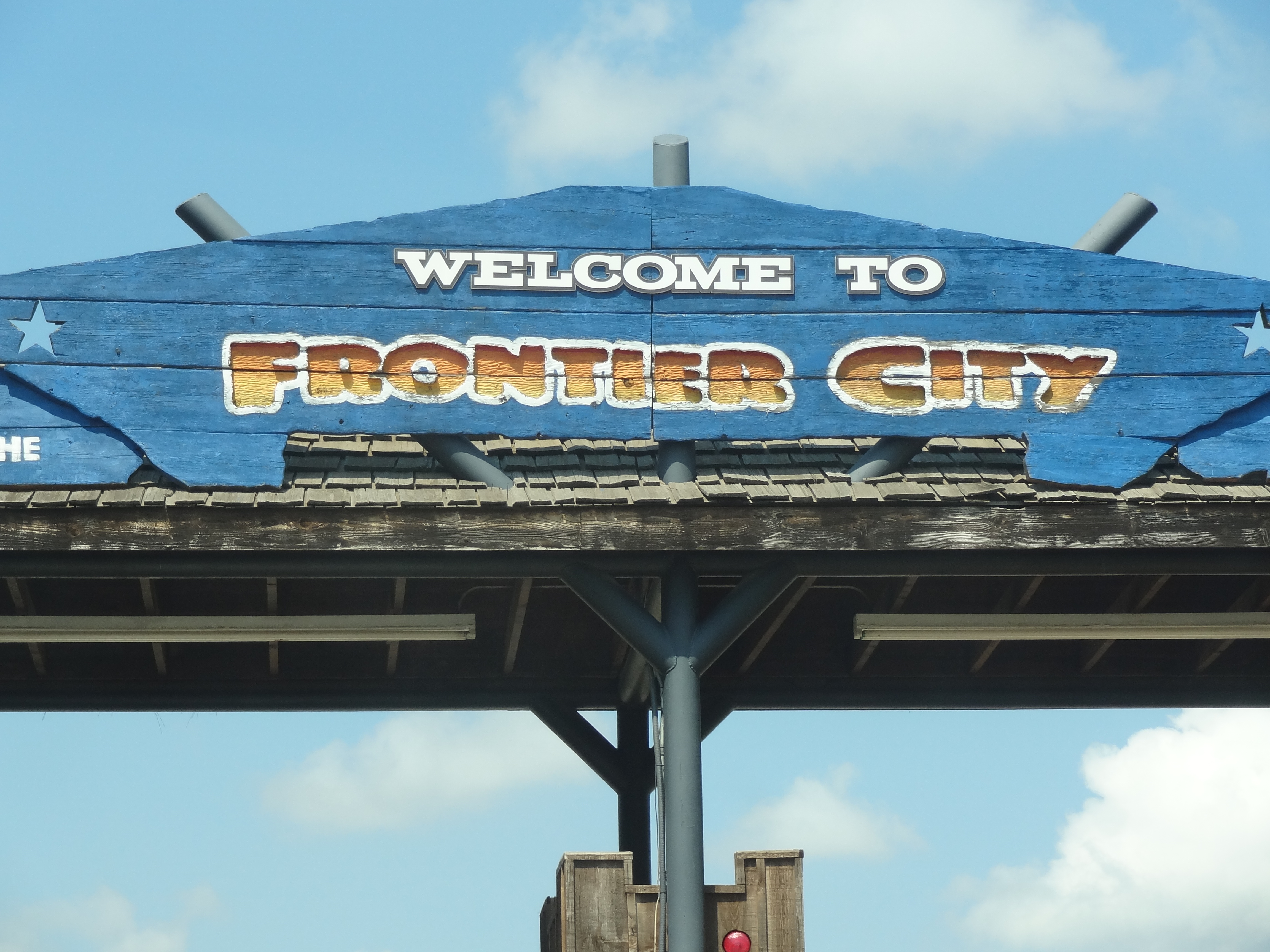
Frontier City war der erste Freizeitpark von Premier Parks.

Premier Parks, Inc. war ein Freizeitparkbetreiber mit Sitz in Oklahoma City, Oklahoma. Das Unternehmen wurde 1971 als Tierco Group, Inc. gegründet und war zunächst als Immobilienunternehmen tätig. 1982 betraten sie den Freizeitparkmarkt, als sie Frontier City für 1,2 Millionen Dollar erwarben, obwohl das Unternehmen ursprünglich kein Interesse daran hatte, in diese Branche einzusteigen. Unternehmensvertreter beschrieben Frontier City als „heruntergekommen“ und „verfallen“ und hatten Pläne, den Park abzureißen und stattdessen ein Einkaufszentrum zu bauen. Der Ölpreiseinbruch in Oklahoma vereitelte jedoch diese Pläne. Stattdessen entschied sich Tierco, den Park aufzuwerten. Sie investierten etwa 13 Millionen Dollar in die Verbesserung des Parks. Unter seiner Führung vervierfachten sich die Besucherzahlen und die Einnahmen des Parks. Es wurden zwei neue Fahrgeschäfte, eine Kasse, ein Verkaufsbüro und ein Streichelzoo hinzugefügt. Bis 1988 hatte Tierco seine strategische Ausrichtung vollständig auf den Freizeitparkmarkt verlagert und den Immobilienmarkt verlassen. 1991 erwarben sie den White Water Wasserpark von Silver Dollar City, Inc. und benannten ihn in White Water Bay um.
Im Jahr 1992 fügte Tierco mit dem Kauf des finanziell angeschlagenen Wild World in Largo, Maryland, einen zweiten Freizeitpark zu seinem Portfolio hinzu und investierte 500.000 Dollar in die Renovierung des Parks. Tierco behandelte die Renovierung des Parks ähnlich wie bei Frontier City: Die Gebäude wurden umgestaltet und die Auswahl an Kinderfahrgeschäften erweitert. Der Park erhielt auch einen neuen Namen, Adventure World, und ein tropisches Erscheinungsbild. Danach wurde Gary Story zum Executive Vice President der beiden Parks befördert und 1994 zum Präsidenten und Chief Operating Officer (COO) ernannt. In diesem Jahr wurden dem Park zwei weitere Achterbahnen und mehrere Flachfahrgeschäfte hinzugefügt. Anschließend änderte Tierco seinen Namen in Premier Parks, Inc. unter der Leitung von Kieran E. Burke, dem Vorsitzenden und Chief Executive Officer.

#### Premier Parks

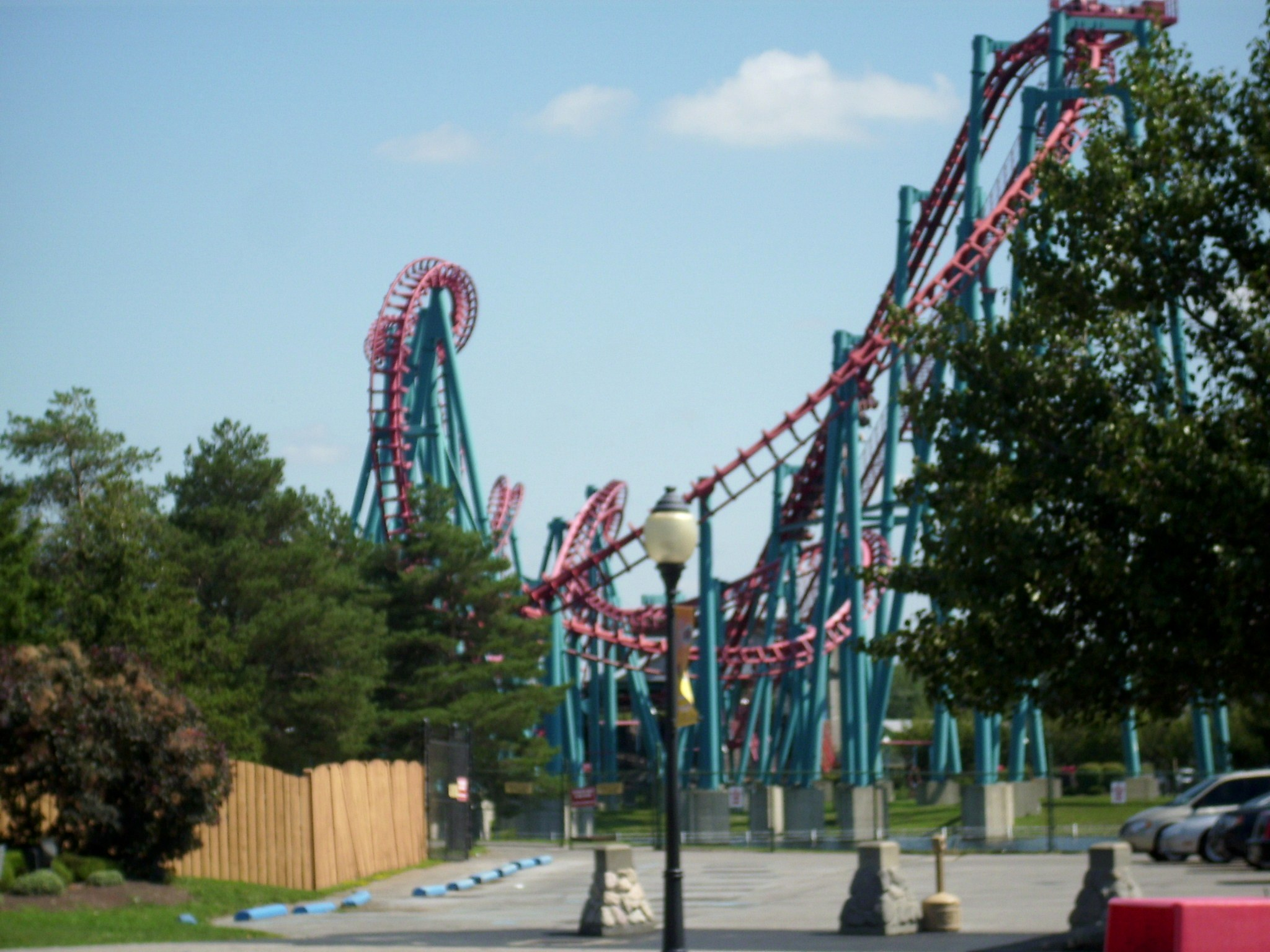
Premier Parks investierte aggressiv und übernahm Parks wie Darien Lake.

In der zweiten Hälfte der 1990er Jahre durchlief Premier Parks eine massive „Wachstum durch Akquisition“-Phase. Am 16. August 1995 erwarben sie Geauga Lake nahe Cleveland, Ohio, Wyandot Lake in Powell, Ohio, und Darien Lake nahe Buffalo, New York, von Funtime, Inc. für 60 Millionen Dollar. Obwohl Lake Compounce ebenfalls Teil des Kaufs war, verkaufte Premier Parks es schließlich an die Kennywood Entertainment Company. Neben den Freizeitparkakquisitionen plante Premier auch, ihr Wasserparkangebot zu erweitern, indem sie Wasserparks für die Parks hinzufügten, die noch keinen hatten.
Im Juni 1996 ging Premier Parks an die Börse und sammelte fast 70 Millionen Dollar durch ein erstes öffentliches Angebot zu 18 Dollar pro Aktie. Das Unternehmen plante, das Geld zu verwenden, um seine Parks zu erweitern und andere zu erwerben. Sie begannen ihre Akquisitionen für das Jahr mit der Ankündigung des Kaufs von The Great Escape & Splashwater Kingdom in Queensbury, New York, für einen nicht genannten Betrag am 27. August, um den Deal bis Dezember abzuschließen. Dies wurde gefolgt von der Akquisition von Elitch Gardens in Denver, Colorado, am 25. September, die Waterworld USA Wasserparks in Sacramento und Concord, Kalifornien, sowie dem Paradise Island Family Fun Park (neben Waterworld USA Sacramento) von FRE Inc. am 25. Oktober und Riverside Park in Agawam, Massachusetts, im Dezember.
Während der Saison 1997 begann Premier mit dem Betrieb des Marine World Themenparks nahe San Francisco. Am 26. September kündigte Paul Hart, der Besitzer von Kentucky Kingdom in Louisville, an, dass er die Pacht des Parks für 64 Millionen Dollar an Premier Parks übergeben würde, wobei der Deal am 7. November abgeschlossen werden sollte. Am 11. Oktober wurde Premier der Managing Partner für Texas Flags, Ltd., die Besitzer des Six Flags Over Texas Parks, und übernahm deren Betrieb. Im Dezember kündigte Premier an, in den europäischen Markt einzutreten, indem sie einen 94-prozentigen Anteil an der Walibi Group in Wavre, Belgien, erwarben. Das Unternehmen besaß sechs Parkbetriebe – Walibi Wavre/Aqualibi und Bellewaerde Park in Belgien, Walibi Flevo in Holland sowie Walibi Aquitaine, Walibi Schtroumpf und Walibi Rhône-Alpes in Frankreich. Der Kauf wurde getätigt, um mit Disneyland Paris zu konkurrieren und sollte im März 1998 abgeschlossen werden. Allein im Jahr 1997 besuchten fast 11 Millionen Menschen Parks, die Premier gehörten.

### Verkauf von Six Flags an Premier Parks
Am 10. Februar 1998 kündigten Time Warner Entertainment und die Investmentgruppe den Verkauf ihrer Anteile an Six Flags Theme Parks, Inc. an Premier Parks, Inc. für 1,86 Milliarden Dollar an, was den größten Kauf von Premier darstellte. Der Deal wurde am 1. April abgeschlossen. Kurz darauf, im Juni, wurde Kentucky Kingdom der erste von Premier betriebene Park, der unter dem Six Flags-Namen umbenannt wurde und zu Six Flags Kentucky Kingdom wurde. Im Oktober kündigte Premier an, dass vier weitere Parks unter dem Six Flags-Namen umbenannt werden würden: Elitch Gardens, Darien Lake, The New Marine World und Adventure World. Die ersten drei behielten ihre Namen zusammen mit dem Six Flags-Suffix, während Adventure World komplett neu erfunden und als Six Flags America renoviert wurde. Diese Ergänzungen brachten auch die Warner Bros. IPs in die jeweiligen Parks und erhöhten die Anzahl der Six Flags-gebrandeten Parks auf siebzehn. Am 18. November 1998 gab Premier bekannt, dass sie Six Flags Fiesta Texas vollständig von USAA gekauft hatten, wodurch der Park unter ihre vollständige Kontrolle kam.
Abgesehen davon fügte Premier Parks weitere Parks zu ihrem Portfolio hinzu. Sie kauften Reino Aventura in Mexiko-Stadt, Mexiko, für geschätzte 59 Millionen Dollar im März, White Water Atlanta und seinen Schwesterpark American Adventures in Marietta, Georgia, von Silver Dollar City, Inc. am 5. Mai für einen nicht genannten Betrag und SplashTown USA in Spring, Texas, am 17. Mai. Am 6. Oktober kündigte Premier die Erweiterung seines nordamerikanischen Lizenzabkommens mit Warner Bros. an, um die Rechte an den Looney Tunes, Hanna-Barbera, Cartoon Network und DC Comics Charakteren und Franchises in Europa, Latein- und Südamerika zu umfassen. Der Deal erlaubte Premier auch, weitere Themenparks unter der Marke Warner Bros. Movie World in diesen Gebieten zu eröffnen. Der Deal umfasste auch den Kauf von Warner Bros. Movie World Deutschland von dem Unternehmen und eine Vereinbarung, einen Minderheitsanteil zu halten und den kommenden Themenpark Warner Bros. Movie World Madrid zu verwalten, der für 2002 geplant war. Der Deal umfasste nicht das ursprüngliche Warner Bros. Movie World an der Gold Coast, Australien, da dieses unter völlig anderem Eigentum stand.

### Umbenennung in Six Flags
In ihrem Jahresbericht 1999 kündigte Premier Parks an, dass sie sich unter dem Namen Six Flags, Inc. umbenennen würden. Das Unternehmen gab außerdem bekannt, dass vier weitere Parks (zwei in den Vereinigten Staaten und zwei internationale Parks) unter der Marke Six Flags umbenannt werden würden – Geauga Lake wurde zu Six Flags Ohio, Riverside Park zu Six Flags New England, Walibi Flevo zu Six Flags Holland und Reino Aventura zu Six Flags Mexico. Die Umbenennungen aller vier Parks fielen mit der Hinzufügung von Warner Bros. Parks zusammen. Im Dezember 2000 wurde Wild Waves and Enchanted Village in Federal Way, Washington, der Six Flags-Familie hinzugefügt, als der Eigentümer Jeff Stock seine Anteile am Park für 19,3 Millionen Dollar verkaufte.
Am 10. Januar 2001 gab Six Flags bekannt, dass sie eine Vereinbarung mit Anheuser-Busch getroffen hatten, um SeaWorld Ohio für 110 Millionen Dollar zu kaufen. Der Deal ermöglichte es Six Flags, den ehemaligen Park mit Six Flags Ohio sowie den angrenzenden Campingplatz-Eigenschaften und nahegelegenen Hotels zu einem riesigen Unterhaltungskomplex zu fusionieren. Nach Abschluss des Kaufs wurde der gesamte Komplex unter dem Namen Six Flags Worlds of Adventure umbenannt und positioniert, um mit Cedar Point im nördlichen Ohio zu konkurrieren. Am 15. Januar gab Six Flags European Parks bekannt, dass sie Walibi Wavre für die Saison 2001 in Six Flags Belgium umbenennen würden, mit der Hinzufügung der Warner Bros. Marken. Die Umbenennung würde nicht für den Wasserpark Aqualibi gelten, der seinen Namen behalten würde. Im Mai 2001 expandierte Six Flags auf den kanadischen Markt, indem sie eine Vereinbarung mit der Stadt Montreal traf, um La Ronde in Montreal, Quebec, Kanada, zu betreiben. Six Flags erwarb die Vermögenswerte des Parks und hat einen langfristigen Vertrag zur Pacht des Landes von der Stadt.
Im April 2002 wurde Warner Bros. Movie World Madrid eröffnet und fügte einen weiteren Park zum Six Flags-Portfolio hinzu. Der Park wurde als Joint Venture zwischen Six Flags, Warner Bros. und der Stadt Madrid errichtet, wobei Six Flags einen Minderheitsanteil hielt und den Parkbetrieb übernahm. Im August 2002 kaufte Six Flags die Pachtoperationen für Jazzland in New Orleans für 22 Millionen Dollar und benannte es für die Saison 2003 in Six Flags New Orleans um, mit der Hinzufügung der Warner Bros. Marken. Für 2003 würde Walibi Schtroumpf nach Ablauf des Vertrags zur Nutzung der Schlümpfe-Charaktere in Walibi Lorraine umbenannt werden.

### Verkauf von Vermögenswerten und Aktionärsrevolte
Im Jahr 2004 begann Six Flags mit dem Prozess, Immobilien zu schließen und zu verkaufen, um die wachsende Verschuldung des Unternehmens zu reduzieren. Am 10. März tätigte Six Flags zwei große Verkäufe von Themenparks. Zuerst kündigten sie den Verkauf von Six Flags Worlds of Adventure an Cedar Fair für 145 Millionen Dollar an, wobei der Deal vor Beginn der Betriebssaison 2004 abgeschlossen werden sollte. Der Deal würde den Themenpark, die Tierwelt und die Wasserparkbereiche sowie das angrenzende Hotel und den Campingplatz umfassen, während die Tiere in andere Six Flags-Parks umgesiedelt würden, und das Branding, für das Cedar Fair keine Lizenzrechte besaß, wie Looney Tunes und DC Comics, würde entfernt werden. Cedar Fair bestätigte, dass der Park zu seinem ursprünglichen Namen Geauga Lake zurückkehren würde und dass sie den Tierweltbereich des Parks entfernen würden, um sich auf andere Einrichtungen zu konzentrieren. Der andere war der Verkauf der Six Flags European Parks Division an einen nicht genannten Partner, der später als Palmon Capital Partners bestätigt wurde. Dieser Deal wurde am 24. Juni abgeschlossen, wobei Palmon das Unternehmen in StarParks umbenannte. Die Six Flags-gebrandeten Parks in Belgien und Holland kehrten für die Saison 2005 zur Marke „Walibi“ zurück, während Warner Bros. Movie World Deutschland in Movie Park Germany umbenannt wurde, da die Warner-Bros.-Lizenz nicht im Verkauf enthalten war. Beide Verkäufe brachten 345 Millionen Dollar ein. Am 23. November 2004 verließ Six Flags den europäischen Markt vollständig, als die Verwaltungsgesellschaften von Warner Bros. Park Madrid ihren 99-jährigen Betriebsvertrag und Anteil kündigten. Die Parkverwaltung übernahm den Betrieb des Parks intern, während Warner Bros. den Minderheitsanteil von Six Flags erwarb.
Im Jahr 2005 erlebte Six Flags noch mehr Turbulenzen. Einige der größten Investoren des Unternehmens, insbesondere Bill Gates Cascade Investments (die damals etwa 11 % von Six Flags besaßen) und Daniel Snyders Red Zone, LLC (die 12 % besaßen), forderten Veränderungen. Am 17. August 2005 begann Red Zone einen Proxy-Kampf, um die Kontrolle über den Vorstand von Six Flags zu erlangen. Am 29. August 2005 wurde Six Flags New Orleans durch den Hurrikan Katrina schwer beschädigt und ist seitdem verlassen. Am 12. September kündigte Six Flags Chief Executive Officer Kieran Burke an, dass Six Flags AstroWorld am Ende der Saison 2005 geschlossen und abgerissen werden würde. Das Unternehmen nannte Gründe wie die Leistung des Parks und Parkprobleme im Zusammenhang mit dem Houston Texans Footballteam, dem Reliant Stadium und der Houston Livestock Show and Rodeo, verbunden mit dem geschätzten Wert des Grundstücks, das den Park umfasste. Die Unternehmensführung erwartete, über 150 Millionen Dollar für das Immobiliengrundstück zu erhalten, erhielt aber letztendlich 77 Millionen Dollar, als das nackte Grundstück (dessen Räumung 20 Millionen Dollar kostete) 2006 an eine Entwicklungsgesellschaft verkauft wurde. Am 22. November 2005 gab Red Zone bekannt, dass sie die Kontrolle über den Vorstand erlangt hatten. Kieran Burke wurde am 14. Dezember entfernt und durch den ehemaligen Executive Vice President of ESPN Programming und Red Zone CEO Mark Shapiro ersetzt. Six Flags ernannte dann den ehemaligen Abgeordneten Jack Kemp, Miramax-Mitbegründer Harvey Weinstein und den ehemaligen Präsidenten der Interpublic Group of Companies Incorporated Michael Kassan in ihren neuen Vorstand.
Auch mit dem neuen Managementteam setzten sich die Verkäufe bis ins Jahr 2006 fort. Am 27. Januar kündigte das Unternehmen seinen Ausstieg aus Oklahoma City an, indem es seine Büros nach New York City verlegte und Frontier City sowie White Water Bay zum Verkauf anbot. Am 13. April kündigten sie an, dass sie nach der Saison 2006 ihren Pachtvertrag zur Betrieb von Wyandot Lake beenden und den Pachtvertrag an den benachbarten Columbus Zoo and Aquarium zurückverkaufen würden. Am 18. April gab Six Flags bekannt, dass sie auch ihren Pachtvertrag mit der Cal Expo zur Betrieb von Waterworld Sacramento nach der Saison 2006 beenden würden. Am 23. Juni kündigten sie an, sieben zusätzliche Parks entweder zu verkaufen, zu verkleinern oder zu schließen – Six Flags Elitch Gardens, Six Flags Darien Lake, Six Flags Waterworld, Six Flags Splashtown, Wild Waves and Enchanted Village und vor allem Six Flags Magic Mountain.
Am 11. Januar 2007 gab Six Flags bekannt, dass PARC Management die zuvor zum Verkauf stehenden Parks, abgesehen von Six Flags Magic Mountain, für 312 Millionen Dollar kaufen würde. PARC verkaufte die Parks anschließend an CNL Lifestyle Properties in einem Deal, der es PARC ermöglichte, die Parks unter einem mehrjährigen Pachtvertrag zu verwalten. Parks, die den Six Flags-Suffix in ihrem Namen hatten, verloren diesen.
Im Juni 2008 verpachtete Six Flags den Betrieb von American Adventures an ein unabhängiges Unternehmen – Zuma Holdings LLC.

### Insolvenz
Die Cashflows des Unternehmens waren in den Shapiro-Jahren um über 120 Millionen Dollar pro Jahr gesunken. Im Oktober 2008 wurde Six Flags gewarnt, dass der Wert seiner Aktien unter das erforderliche Minimum für die Notierung an der New York Stock Exchange gefallen war. Angesichts der Finanzkrise von 2007–2008, die sowohl die Verbraucherausgaben als auch den Zugang zu Kreditfazilitäten belastete, glaubte man, dass Six Flags nicht in der Lage sein würde, eine Zahlung an Vorzugsaktionäre zu leisten, die im August 2009 fällig war. Das Management sah das Geschäft als solide an und stellte fest, dass die Besucherzahlen in den Parks des Unternehmens im Jahr 2008 im Vergleich zu 2007 leicht gestiegen waren. Six Flags CEO Mark Shapiro sagte, dass das Problem des Unternehmens die sinkenden Besucherzahlen und Cashflows seien, die durch seine neuen Managementinitiativen verursacht wurden. Falls dies nicht gelöst würde, warnte das Unternehmen in seinem Jahresbericht 2008, dass die Situation möglicherweise eine Insolvenzanmeldung nach Chapter 11 erforderlich machen könnte, wobei Six Flags bereits Rechtsberater für diesen Fall eingeschaltet hatte. Das Unternehmen gab damals an, dass es erwarte, dass das Geschäft im Falle einer solchen Anmeldung normal weitergeführt würde, obwohl ein Analyst glaubte, dass die Besucherzahlen in den Parks des Unternehmens um sechs Prozent sinken würden, da Eltern zögern würden, ihre Kinder in einer Achterbahn fahren zu lassen, die von einem insolventen Unternehmen betrieben wird.
Im April 2009 kündigte die New York Stock Exchange an, die Aktien von Six Flags am 20. April zu delisten, eine Entscheidung, gegen die das Unternehmen nicht in Berufung gehen wollte. Am 1. Juni 2009 gab Six Flags bekannt, dass es seine Schuldenzahlung in Höhe von 15 Millionen Dollar weiter verzögern würde, indem es eine 30-tägige Nachfrist in Anspruch nahm. Weniger als zwei Wochen später, am 13. Juni, meldete das Unternehmen Insolvenz nach Chapter 11 an, gab aber eine Erklärung ab, dass die Parks normal weiter betrieben würden, während das Unternehmen restrukturiert wurde. Am 21. August 2009 wurde Six Flags Chapter 11-Restrukturierungsplan angekündigt, bei dem die Kreditgeber 92 % des Unternehmens kontrollieren würden, im Austausch für die Streichung von 1,13 Milliarden Dollar an Schulden.
Six Flags schloss Kentucky Kingdom im Jahr 2010, nachdem es nicht gelungen war, eine Pachtvereinbarung für den Park auszuhandeln. Ein Bestandteil der Restrukturierung war die Verhandlung einer neuen Pachtvereinbarung mit dem Kentucky State Fair Board, dem ein Großteil des Landes und der Attraktionen von Six Flags Kentucky Kingdom gehörte. Six Flags hatte darum gebeten, auf die Mietzahlungen für die verbleibenden neun Jahre des aktuellen Pachtvertrags zu verzichten, im Austausch für eine Gewinnbeteiligung aus dem Betrieb des Parks. Als es den Anschein hatte, dass das Angebot abgelehnt worden war, gab Six Flags im Februar 2010 bekannt, dass es den Park nicht wiedereröffnen würde. Der Kentucky State Fair Board gab jedoch damals an, dass sie weiterhin offen für Verhandlungen über eine überarbeitete Pachtvereinbarung seien. Der Park wurde später unter einer anderen Verwaltung wiedereröffnet.
Am 28. April 2010 erreichten die Anleihegläubiger des Unternehmens eine Einigung über einen Reorganisationsplan. Junior-Anleihegläubiger, darunter die Hedgefonds Stark Investments und Pentwater Capital Management, übernahmen die Kontrolle über das Unternehmen, während Senior-Anleihegläubiger bezahlt wurden. Trotz Einwänden von einigen Parteien, die nichts zu gewinnen hatten, genehmigte der Insolvenzrichter den Plan am 30. April 2010. Als Teil der Einigung wurde der Vorstandsvorsitzende Dan Snyder entfernt, während der Chief Executive Officer Mark Shapiro vorübergehend in seiner Position blieb.

### Befreiung aus der Insolvenz
Six Flags trat offiziell am 3. Mai 2010 aus dem Insolvenzschutz als Six Flags Entertainment Corp. hervor und kündigte Pläne an, neue Aktien an der New York Stock Exchange auszugeben. Inmitten vermuteter Meinungsverschiedenheiten über die Zukunft des Unternehmens mit dem Vorstand verließ Shapiro das Unternehmen, und Al Weber Jr. wurde als Interimspräsident und CEO eingesetzt. Das Unternehmen gab bekannt, dass mehrere Unternehmenspositionen sowie der Unternehmenshauptsitz von New York City nach Grand Prairie, Texas, verlegt werden würden. Das Gebäude, das als neuer Hauptsitz diente, befand sich im Great Southwest Industrial District und war ein umgebautes Lagerhaus, das von Six Flags bereits als Bürofläche und operatives Zentrum genutzt wurde. Six Flags behielt einen Teil des Büros in Midtown Manhattan und unterhält weiterhin eine Präsenz in New York City an demselben Standort.

### Nach der Insolvenz
Ende 2010 kündigte Six Flags an, dass sie im Rahmen ihrer Kostensenkungsmaßnahmen nach der Insolvenz Lizenzen, die nicht von Warner Bros. stammen, aus den Parks entfernen würden. Dies führte dazu, dass Attraktionen und Bereiche, die auf Thomas the Tank Engine, The Wiggles, Tony Hawk, Evel Knievel und Terminator basierten, umbenannt wurden.
Am 10. April 2014 kündigte Six Flags eine strategische Partnerschaft mit Meraas Leisure and Entertainment (heute bekannt als DXB Entertainments) an, um einen Six Flags-Themenpark in Dubai zu bauen. Am 23. Juni 2014 gab Six Flags auch eine strategische Partnerschaft mit der Riverside Investment Group bekannt, um im Laufe des Jahrzehnts mehrere Six Flags-Themenparks in China zu bauen.
Am 11. Januar 2016 kündigte Six Flags Six Flags Zhejiang an, das damals als Six Flags Haiyan in China bezeichnet wurde. Am selben Tag wurde eine Website zusammen mit Konzeptzeichnungen für das Projekt erstellt. Einen Monat später, am 2. Februar 2016, gab Six Flags Six Flags Hurricane Harbor Oaxtepec bekannt. Der Wasserpark, ursprünglich Parque Acuatico Oaxtepec genannt, ist ein 76 Hektar großer Park in Morelos, Mexiko, der 2011 bankrottging. Am 21. März 2016 kündigte Six Flags eine Partnerschaft mit NaVi Entertainment an, um einen Six Flags-Themenpark und einen Six Flags Hurricane Harbor-Wasserpark in Vietnam zu bauen. Am 29. März 2016 gab Six Flags die Wiederbelebung des zuvor abgesagten Six Flags Dubai bekannt. Als Teil der zweiten Phase des Dubai Parks and Resorts-Projekts in Jebel Ali sollte der Park 2019 eröffnet werden. Am 20. Juli 2016 gab Six Flags eine Vereinbarung mit der Riverside Investment Group Co. Ltd. für die Entwicklung eines zweiten Six Flags-Themenparks in China zusammen mit einem Wasserpark bekannt. Die beiden Parks sollten im Bishan District, einem Bezirk von Chongqing, errichtet werden.
Am 27. April 2017 gab das Unternehmen bekannt, dass es den Betrieb von Waterworld California in Concord, Kalifornien, übernehmen würde, was es zum 20. Park von Six Flags machte. Am 18. Mai 2017 unterzeichneten Six Flags und die Riverside Group eine Vereinbarung mit Paws, Inc., um Garfield in Kinderbereichen in Six Flags-Themenparks in China zu verwenden.
Am 22. März 2018 gaben Six Flags und die Riverside Group eine Partnerschaft mit Turner Asia Pacific bekannt, um Tuzki und andere Turner-IPs in ihre Themenparks in China zu bringen. Am 22. Mai 2018 gab Six Flags den Kauf von Betriebspachten für fünf Parks bekannt, die EPR Properties gehören. Die Parks sind Darien Lake, Frontier City, Wet'n'Wild Phoenix, Wet'n'Wild SplashTown und White Water Bay, die zuvor vor 2007 im Besitz von Six Flags waren.
Am 9. Oktober 2018 gaben Six Flags und der Rockford Park District eine Pachtvereinbarung bekannt, die es Six Flags ermöglicht, den Magic Waters Waterpark ab Frühjahr 2019 zu betreiben. Am 24. Oktober 2018 gab Six Flags bekannt, dass die Zukunft seines Six Flags Dubai-Themenparks „unsicher“ sei, nach Verlusten beim Unternehmen und seinem Partner DXB Entertainments.
Am 24. April 2019 stornierte DXB Entertainments Six Flags Dubai und gab an, dass die Entwicklung und Errichtung eines Six Flags-Themenparks nicht im besten Interesse des Unternehmens oder seiner Aktionäre sei. Es wurden Pläne gemacht, die verfügbaren Erlöse zur Verbesserung der bestehenden Themenparks Motiongate und Bollywood Parks zu verwenden. Am 2. Oktober 2019 berichtete Reuters, dass Six Flags Entertainment Corporation den Wettbewerber Cedar Fair mit einem Übernahmeangebot angesprochen hatte. Quellen sagten, dass Cedar Fair das Geld- und Aktienangebot von Six Flags in Betracht ziehe, aber es sei nicht sicher, ob ein Deal zustande kommen würde. Am 4. Oktober 2019 lehnte Cedar Fair das Kaufangebot von Six Flags ab.
Am 10. Januar 2020 gab Six Flags an, dass seine Projekte in China nicht wie erwartet vorangekommen seien und aufgrund von Schuldenproblemen mit seinem Partner Riverside Investment Group abgesagt werden könnten. Im Januar 2020 finalisierte Six Flags Pläne, seinen Unternehmenshauptsitz in das Centerfield Office Building im Globe Life Park in Arlington, Texas, zu verlegen. Die Büros wurden im Sommer umgebaut, und Six Flags-Mitarbeiter zogen in den letzten Monaten des Jahres ein. Am 13. März 2020, als nur wenige Parks bereits für die Saison 2020 geöffnet waren, gab Six Flags bekannt, dass alle seine Einrichtungen aufgrund der COVID-19-Pandemie den Betrieb einstellen würden. Während der Schließung spendeten die Parks Vorräte und Lebensmittel an ihre lokalen Gemeinden.
Ab August 2020 waren einige Six Flags-Betriebe noch immer eingestellt. Am 13. Mai gab Six Flags bekannt, dass Gäste bei der Wiedereröffnung der Parks online ihren Platz reservieren müssen, um den Park zu betreten, einschließlich des Kaufs ihrer Tickets und Parkplätze. Six Flags Great Adventure öffnete seinen Drive-Through-Safari am 30. Mai für die Öffentlichkeit. Frontier City war der erste Park des Unternehmens, der am 5. Juni mit neuen Gesundheits- und Sicherheitsprotokollen wiedereröffnete. Kurz nach der Ankündigung von Frontier City gaben mehrere andere Parks im Unternehmen ihre Wiedereröffnungstermine bekannt. Ab dem 19. Februar 2021 begann Six Flags, seine Freizeitparks schrittweise für die Öffentlichkeit für die kommende Saison wieder zu öffnen, aufgrund gelockerter COVID-19-Beschränkungen, und bis Mai desselben Jahres waren alle Parks erfolgreich wieder für die Öffentlichkeit geöffnet.

### Fusion mit Cedar Fair
Am 2. November 2023 gaben Cedar Fair und Six Flags Entertainment Corporation bekannt, dass sie fusionieren würden; das kombinierte Unternehmen, das auf etwa 8 Milliarden Dollar geschätzt wird, wird das größte regionale Freizeitparkunternehmen der Welt sein. Die Fusion wird als „Fusion unter Gleichen“ beschrieben, und das kombinierte Unternehmen wird 27 Freizeitparks, 15 Wasserparks und 9 Resort-Einrichtungen in seinem Portfolio haben und unter dem Namen Six Flags operieren. Trotz des Namens werden die Unitholders von Cedar Fair die Mehrheitseigner sein und 51 % der Anteile an dem neuen Unternehmen besitzen. Der Präsident und CEO von Cedar Fair, Richard Zimmerman, wird als Präsident und CEO des neuen kombinierten Unternehmens fungieren, während Selim Bassoul, Präsident und CEO von Six Flags, der Executive Chairman des Vorstands des Unternehmens wird. Der neue Hauptsitz des kombinierten Unternehmens wird sich in Charlotte, North Carolina, befinden, mit bedeutenden administrativen und finanziellen Operationen am ehemaligen Hauptsitz von Cedar Fair in Sandusky, Ohio. Die Fusion wurde am 1. Juli 2024 abgeschlossen.

## Sonstiges
Der Vorspann der Sitcom Eine starke Familie wurde im Vergnügungspark Six Flags Magic Mountain (Valencia, Kalifornien, USA) gedreht.

## Liste der bis zur Fusion mit Cedar Fair betriebenen Parks

### Vergnügungsparks
| Name                        | Ort                                      | Eröffnung     | Erworben | Informationen |
| --------------------------- | ---------------------------------------- | ------------- | -------- | --- |
| Frontier City               | Oklahoma City, Oklahoma                  | 1958          | 2018     | Vor Premier Parks wurde der Park von Six Flags betrieben. Betriebsführung wurde 2018 von Six Flags übernommen. Der Park ist in Eigentum von ERP Properties.                           |
| La Ronde                    | Montreal, Quebec, Kanada                 | 1967          | 2001     | Erworben von der Stadt Montreal. |
| Six Flags America           | Largo, Maryland                          | 1973          | 1999     | Im Zuge des Premier Deals erworben; ehemals bekannt als Adventure World. |
| Six Flags Darien Lake       | Darien Center, New York                  | 1981          | 1999     | |
| Six Flags Discovery Kingdom | Vallejo, Kalifornien                     | 1968          | 1997     | Während des Premier Park Deals erworben, wurde der Park in Six Flags Marine World umbenannt. Er erhielt seinen jetzigen Namen 2007.                                                   |
| Six Flags Fiesta Texas      | San Antonio, Texas                       | 1992          | 1998     | Ursprünglich in Besitz von USAA wurde der Park durch Gaylord Entertainment von 1992 bis 1995 verwaltet. Six Flags übernahm das Parkmanagement ab 1996 und kaufte den Park Mitte 1998. |
| Six Flags Great Adventure   | Jackson, New Jersey                      | 1974          | 1977     | Six Flags Wild Safari wurde in den Park integriert. |
| Six Flags Great America     | Gurnee, Illinois                         | 1976          | 1984     | Erworben von der Marriott Corporation. |
| Six Flags Great Escape      | Queensbury, New York                     | 1954          | 1996     | Im Zuge des Premier Park Deals erworben. |
| Six Flags Magic Mountain    | Valencia, Kalifornien                    | 1971          | 1979     | Erworben von der Newhall Land and Farming Company. |
| Six Flags México            | Mexico City, Mexiko                      | 1982          | 1999     | Erworben von der Reino Aventura. |
| Six Flags New England       | Agawam, Massachusetts                    | 1870          | 1997     | Während des Premier Park Deals erworben. |
| Six Flags Over Georgia      | Austell, Georgia                         | 1967          | N/A      | Der Park befindet sich im Besitz einer Kommanditgesellschaft und wird verwaltet und betrieben von Six Flags.                                                                          |
| Six Flags Over Texas        | Arlington, Texas                         | 1961          | N/A      | Der erste Six Flags Park. Wie Six Flags Over Georgia ist der Park im Besitz einer Kommanditgesellschaft und wird von Six Flags verwaltet und betrieben.                               |
| Six Flags St. Louis         | Eureka, Missouri                         | 1971          | N/A      | Letzter von Six Flags gebauter Park. Ursprünglich eröffnet als Six Flags Over Mid-America (Name 1996 geändert). Der einzige Originalpark, der Six Flags gehört.                       |
| Six Flags Qiddiya City      | Al Muzahimiyah, Ar Riyadh, Saudi-Arabien | 2025 (im Bau) | N/A      | aktuell im Bau; soll der größte Themenpark im Nahen Osten werden. |

### Wasserparks (inkludiert in Freizeitpark-Eintrittspreis)
| Name                       | Ort                   | Eröffnung | Erworben | Informationen                                                            |
| -------------------------- | --------------------- | --------- | -------- | ------------------------------------------------------------------------ |
| Six Flags Hurricane Harbor | Agawam, Massachusetts | 1997      | 1998     | Befindet sich in Six Flags New England.                                  |
| Six Flags Hurricane Harbor | Austell, Georgia      | 2014      | N/A      | Befindet sich in Six Flags St. Louis.                                    |
| Six Flags Hurricane Harbor | Darien, New York      | 2010      | 2018     | Befindet sich in Six Flags Darien Lake.                                  |
| Six Flags Hurricane Harbor | Eureka, Missouri      | 2014      | N/A      | Befindet sich in Six Flags Over Georgia.                                 |
| Six Flags Hurricane Harbor | Largo, Maryland       | 1982      | 1992     | Befindet sich in Six Flags America.                                      |
| Six Flags White Water      | Marietta, Georgia     | 1983      | 1999     | Liegt etwa 15 Meilen entfernt vom Six Flags Over Georgia.                |
| Six Flags Hurricane Harbor | Queensbury, New York  | 1995      | 1996     | Befindet sich in The Great Escape. Bis 2019 Splashwater Kingdom genannt. |

### Wasserparks (separat von Freizeitparks betrieben)
| Name                                     | Ort                     | Eröffnung | Erworben | Informationen |
| ---------------------------------------- | ----------------------- | --------- | -------- | --- |
| Six Flags Hurricane Harbor Arlington     | Arlington, Texas        | 1983      | 1995     | Erworben von Wet ’n Wild. Liegt gegenüber der Interstate 30 beim Six Flags Over Texas. |
| Six Flags Hurricane Harbor Chicago       | Gurnee, Illinois        | 2005      | N/A      | Befindet sich im Six Flags Great America, Gäste ohne Saisonpass müssen für den Eintritt extra bezahlen. |
| Six Flags Hurricane Harbor Concord       | Concord, Kalifornien    | 1995      | 2017     | Der Park wurde von Premier Parks vor der Übernahme von Six Flags gebaut. Im Jahr 2007 wurde der Park an PARC Management verkauft. Am 27. April 2017 teilte Six Flags mit, dass mit PARC Management eine Vereinbarung getroffen wurde zur Übernahme der Geschäftsleitung durch Six Flags. Am 22. Februar 2018 teilte Six Flags mit, dass der Park in Six Flags Hurricane Harbor Concord umbenannt wird. |
| Six Flags Hurricane Harbor Los Angeles   | Valencia, California    | 1995      | N/A      | Liegt neben dem Freizeitpark Six Flags Magic Mountain. |
| Six Flags Hurricane Harbor New Jersey    | Jackson, New Jersey     | 2000      | N/A      | Liegt neben dem Freizeitpark Six Flags Great Adventure. |
| Six Flags Hurricane Harbor Oaxtepec      | Oaxtepex, Mexiko        | 2017      | 2016     | Wurde am Standort des früheren Parque Acuatico Oaxtepex eröffnet. Eine Stunde von Six Flags México entfernt. |
| Six Flags Hurricane Harbor Oklahoma City | Oklahoma City, Oklahoma | 1981      | 2018     | Ungefähr 24 km von Frontier City entfernt. Betriebsführung wurde 2018 von Six Flags übernommen. Der Park ist in Eigentum von ERP Properties. |
| Six Flags Hurricane Harbor Phoenix       | Phoenix, Arizona        | 2009      | 2018     | Betriebsführung 2018 durch Six Flags übernommen. In Eigentum von ERP Properties. |
| Six Flags Hurricane Harbor Rockford      | Cherry Valley, Illinois | 1984      | 2019     | Betriebsführung wurde 2019 durch Six Flags übernommen. Das Leasing des Wasserpark geht über 10 Jahre. Der Park ist im Eigentum von Rockford Park District. |
| Six Flags Hurricane Harbor SplashTown    | Spring, Texas           | 1984      | 2018     | Betriebsführung 2018 durch Six Flags übernommen. In Eigentum von ERP Properties. |
| Six Flags White Water                    | Marietta, Georgia       | 1983      | 1999     | Liegt etwa 15 Meilen entfernt vom Six Flags Over Georgia. |

## Liste der Parks, deren Betrieb vor der Fusion aufgegeben wurden
| Name                                           | Ort                        | Jahr Eröffnung | Geschlossen/Verkauft/ Zerstört | Jahr Abstoßung |
| ---------------------------------------------- | -------------------------- | -------------- | ------------------------------ | -------------- |
| American Adventures                            | Marietta, Georgia          | 1990           | Geschlossen                    | 2008           |
| Bellewaerde Park                               | Ypern, Belgien             | 1954           | Verkauft                       | 2004           |
| Movieland Wax Museum                           | Buena Park, Kalifornien    | 1962           | Verkauft                       | 1985           |
| Six Flags AstroWorld                           | Houston, Texas             | 1968           | Geschlossen                    | 2005           |
| Six Flags Atlantis                             | Hollywood, Florida         | 1982           | Zerstört (Hurrikan Andrew)     | 1989           |
| Six Flags Autoworld                            | Flint, Michigan            | 1984           | Geschlossen                    | 1985           |
| Six Flags Belgium                              | Wavre, Belgium             | 1975           | Verkauft                       | 2004           |
| Six Flags Elitch Gardens                       | Denver, Colorado           | 1995           | Verkauft                       | 2019           |
| Six Flags Holland                              | Biddinghuizen, Niederlande | 1971           | Verkauft                       | 2004           |
| Six Flags Kentucky Kingdom                     | Louisville, Kentucky       | 1987           | Leasing beendet                | 2010           |
| Six Flags New Orleans                          | New Orleans, Louisiana     | 2000           | Zerstört (Hurrikan Katrina)    | 2005           |
| Six Flags Ohio / Six Flags Worlds Of Adventure | Aurora, Ohio               | 1887           | Verkauft                       | 2004           |
| Six Flags Power Plant                          | Baltimore, Maryland        | 1985           | Geschlossen                    | 1990           |
| Six Flags Stars Hall of Fame                   | Orlando, Florida           | 1975           | Verkauft                       | 1984           |
| Six Flags Waterworld                           | Houston, Texas             | 1983           | Geschlossen                    | 2005           |
| Warner Bros. Movie World Germany               | Bottrop, Deutschland       | 1967           | Verkauft                       | 2004           |
| Warner Bros. Movie World Madrid                | Madrid, Spanien            | 2002           | Verkauft                       | 2004           |
| Walibi Aquitaine                               | Bordeaux, Frankreich       | 1992           | Verkauft                       | 2004           |
| Walibi Lorraine                                | Metz, Frankreich           | 1989           | Verkauft                       | 2004           |
| Walibi Rhône-Alpes                             | Lyon, Frankreich           | 1979           | Verkauft                       | 2004           |
| Wild Waves and Enchanted Village               | Federal Way, Washington    | 1977           | Verkauft                       | 2007           |
| Wyandot Lake                                   | Columbus, Ohio             | 1896           | Verkauft                       | 2006           |